# Виго ди Тон (Тренто)
Виго ди Тон је насеље у Италији у округу Тренто, региону Трентино-Јужни Тирол.
Према процени из 2011. у насељу је живело 585 становника. Насеље се налази на надморској висини од 464 м.